# Sparbu
Sparbu är en tätort i Steinkjers kommun i Trøndelag fylke i mellersta Norge, belägen vid Europaväg 6, cirka 13 kilometer söder om centrala Steinkjer. Orten är en station på Nordlandsbanen och hade 583 invånare 2008.
Sparbu utgjorde tidigare centralort i dåvarande Sparbu kommun i Nord-Trøndelag fylke.

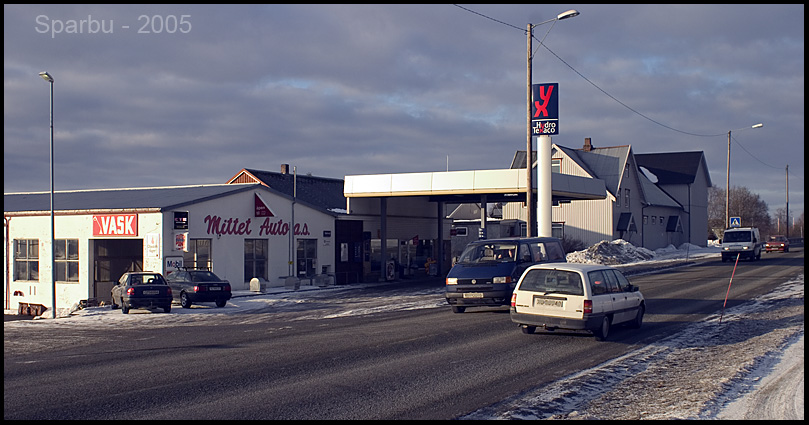
Bensinstation i Sparbu.